# Mangotsfield
Mangotsfield är en ort i civil parish Downend and Bromley Heath, i distriktet South Gloucestershire, i Storbritannien. Den ligger i grevskapet Gloucestershire och riksdelen England, i den södra delen av landet, 160 km väster om huvudstaden London. Mangotsfield ligger 74 meter över havet och antalet invånare är 36 427. Byn nämndes i Domedagsboken (Domesday Book) år 1086, och kallades då Manegodesfelle.
Terrängen runt Mangotsfield är huvudsakligen platt, men åt sydost är den kuperad. Terrängen runt Mangotsfield sluttar västerut. Runt Mangotsfield är det tätbefolkat, med 476 invånare per kvadratkilometer. Närmaste större samhälle är Bristol, 7,4 km sydväst om Mangotsfield. Runt Mangotsfield är det i huvudsak tätbebyggt.